# 636 Erika
A 636 Erika egy a Naprendszer kisbolygói közül, amit Joel Hastings Metcalf fedezett fel 1907. február 8-án.